# Canale di Sabbioncello
Il canale di Sabbioncello (in croato Pelješki kanal) è il braccio di mare Adriatico che divide la penisola di Sabbioncello dall'isola di Curzola, in Croazia. Nelle mappe del 1800 viene considerato prolungamento del canale di Curzola.

## Geografia

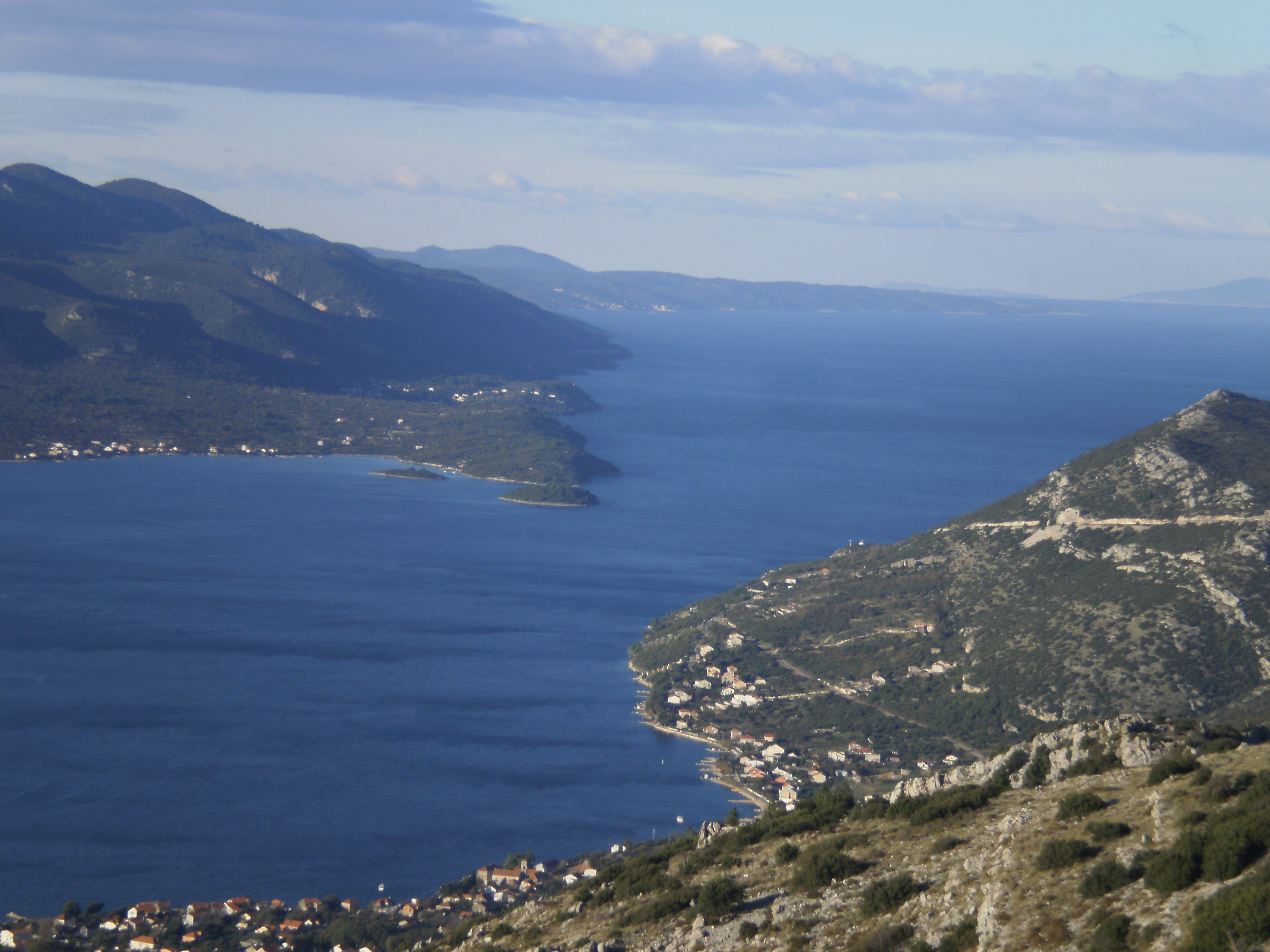
Una delle parti più strette del canale con gli isolotti Chenesa.

L'inizio occidentale del canale di Sabbioncello è dato dalla linea immaginaria che congiunge punta Ozit, Ossit o Ossizza (rt Osičac), una delle estremità ovest della penisola di Sabbioncello, a porto Raciste o Raciskie (luka Račišće, 42°58′24″N 17°01′12″E), che si trova sulla costa nord di Curzola. Punta Ozit è segnalata da un faro. Andando verso est, il canale si restringe all'altezza di punta San Giovanni (rt Sv. Ivan), opposta a punta Chenesa (rt Kneža), detta anche Knesa o capo Conte dove si trovano i due isolotti Chenesa. Punta San Giovanni e l'isolotto Chenesa Grande sono segnalati da due piccoli fari.
Dopo aver superato la città di Curzola, che si protende su un piccolo promontorio restringendo l'ampiezza del canale a 1,3 km, il canale di Sabbioncello si allarga e prosegue fino alla fine dell'isola di Curzola passando tra le isole dell'arcipelago omonimo. La linea immaginaria che collega capo Speo (rt Ražnjić), estremità orientale di Curzola, al villaggio di Postuppa (Podstup, 42°58′01″N 17°14′13″E) segna il limite orientale del canale. Postuppa è anche il limite orientale della baia di Trestenico (zaljev Trestenica), sul cui lato opposto si trova la città di Sabbioncello (Orebić). Secondo il portolano del mare Adriatico la lunghezza del canale di Sabbioncello è di circa 10 M, secondo fonti croate di 12 km.

## Isole del canale

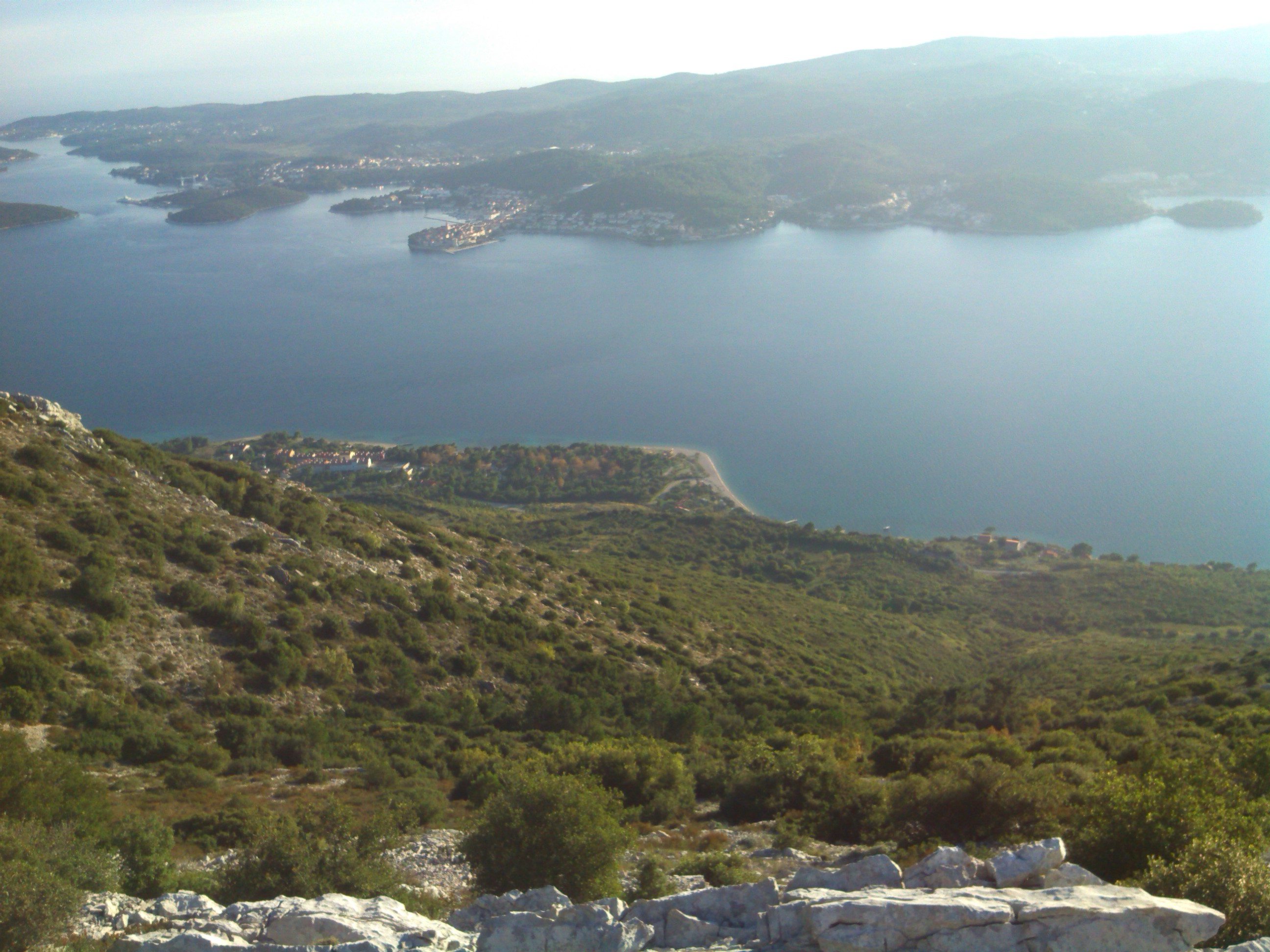
La parte orientale del canale con la città di Curzola sullo sfondo.

- Isolotti Chenesa.
- Scoglio Mulich[22] o Testich[6] (Mulić), piccolo scoglio con un'area di 1452 m²[23] a 120 m[18] dalla costa di Curzola 42°57′58″N 17°05′37″E.
- Arcipelago di Curzola (Korčulansko otočje).

### Cartografia
- (HR) Mappa topografica della Croazia 1:25000, su preglednik.arkod.hr. URL consultato il 13 settembre 2017.
- G. Giani, Carta prospettiva delle Comuni censuarie della Dalmazia, foglio 9, 1839. Fondo Miscellanea cartografica catastale, Archivio di Stato di Trieste.
- Carta di cabottaggio del mare Adriatico, foglio IX, Milano, Istituto geografico militare, 1822-1824. URL consultato il 19 marzo 2021 (archiviato dall'url originale il 13 aprile 2013).